# 池神庙
池神庙是一座祭祀池神的风俗神庙，位于山西省运城市盐湖区南门外南城街道池神庙社区，盐池北岸的卧云岗上，坐北朝南，盐池景色尽收眼底。池神庙是一座以崇拜自然神为主的神庙，是赞颂、礼拜大自然的神殿。

## 历史
池神庙位于运城市卧云岗上，始建于唐代宗大历十二年（公元777年）。史载唐代宗李豫赐运城盐池为“宝应灵庆池”，钦定在盐池建庙，赐封池神为“灵庆公”，列入国家祀典，开始建庙祭祀。此后历代都有增修重建，是河东盐文化的重要载体，后毁于战火。
北宋崇宁四年（1105年），宋徽宗加封东盐池神为资宝公，西盐池神为惠康公。大观二年（1108年）封为王爵。元至正十二年（1275年）赐庙号为“宏济”，大德二年（1298年）又加封“广济”、“永泽”。

## 建筑
池神庙包括三组主体建筑，沿山势层叠攀升。最前端的海光楼系近年复建。
中部的奏衍楼为一组东西向狭长的卷棚顶建筑，台基高达3米，为建于清代的戏台。
池神庙正殿极有特点，为建于明嘉靖十四年（1535年）的三座大殿，并列一字排开，雄镇于盐池北岸最高处，俯瞰盐池，气势磅礴。三座大殿前月台相连，形制、规模和结构几乎完全相同，均为重檐歇山顶，面阔、进深均为五间，这种布局在风俗神庙中非常罕见。中央大殿匾额“钦赐灵庆公神祠”，东侧大殿匾额“雨师太阳神祠”，西侧大殿匾额“条山风洞神祠”。
另外，庙内建筑还有东西两厢等。庙内存有元、明、清时期的碑刻17通，记载了历次修缮庙宇的经过。

## 保护
1996年1月12日，池神庙公布为第三批山西省文物保护单位，古建筑类，编号3-112。
2013年5月，池神庙与盐池禁墙由国务院公布为第七批全国重点文物保护单位，古建筑类，编号7-0870-3-168